# باغ‌وحش کانزاس سیتی

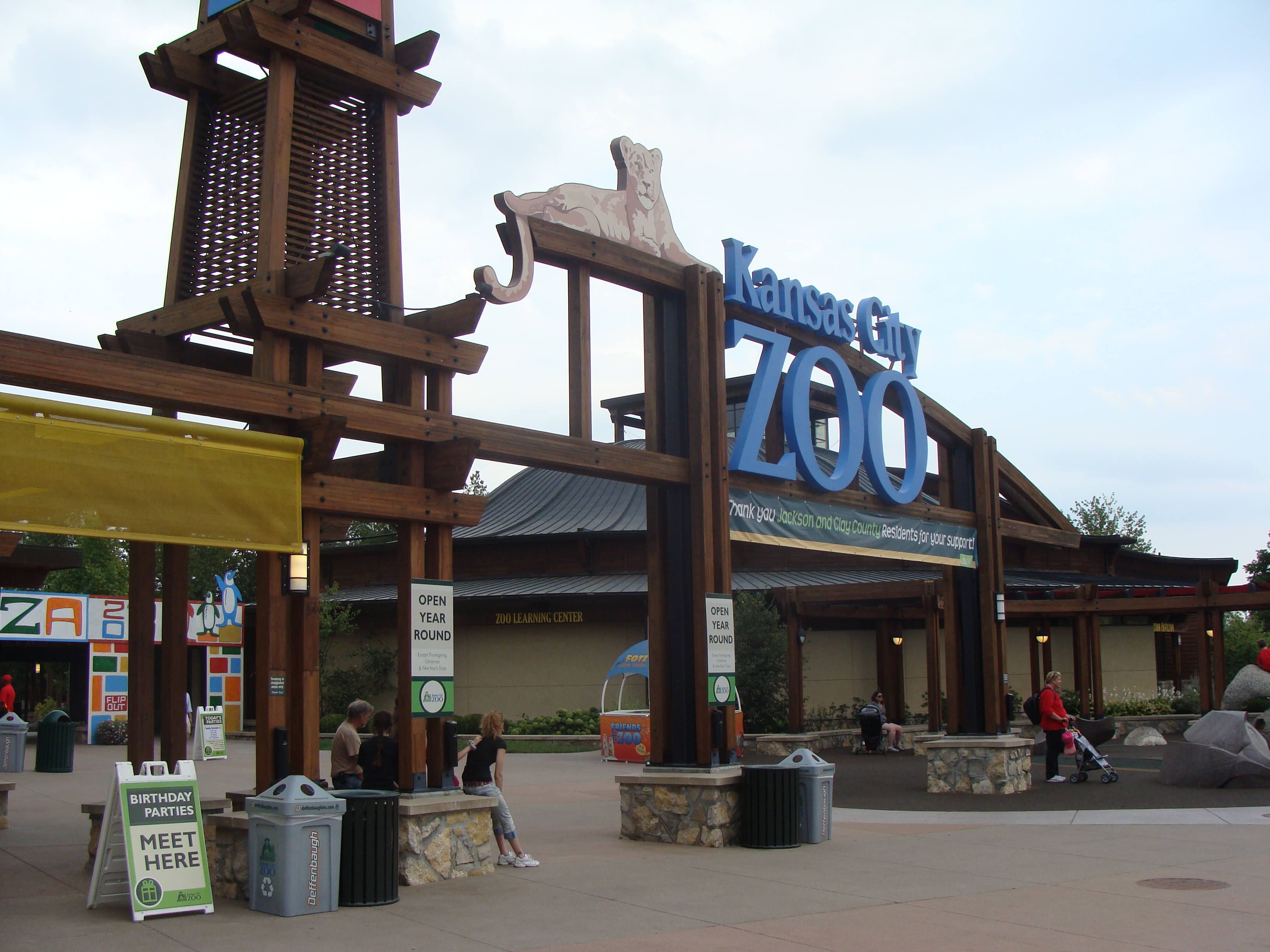

باغ‌وحش شهر کانزاس (به انگلیسی: Kansas City Zoo) تأسیس ۱۹۰۹، نام یکی از باغ‌وحش‌های ایالات متحده آمریکا است و در شهر کانزاس سیتی، میزوری قرار دارد.
این باغ‌وحش دارای ۱۳۰۰ جاندار، و ۸۲ هکتار مساحت دارد.

## نگارخانه

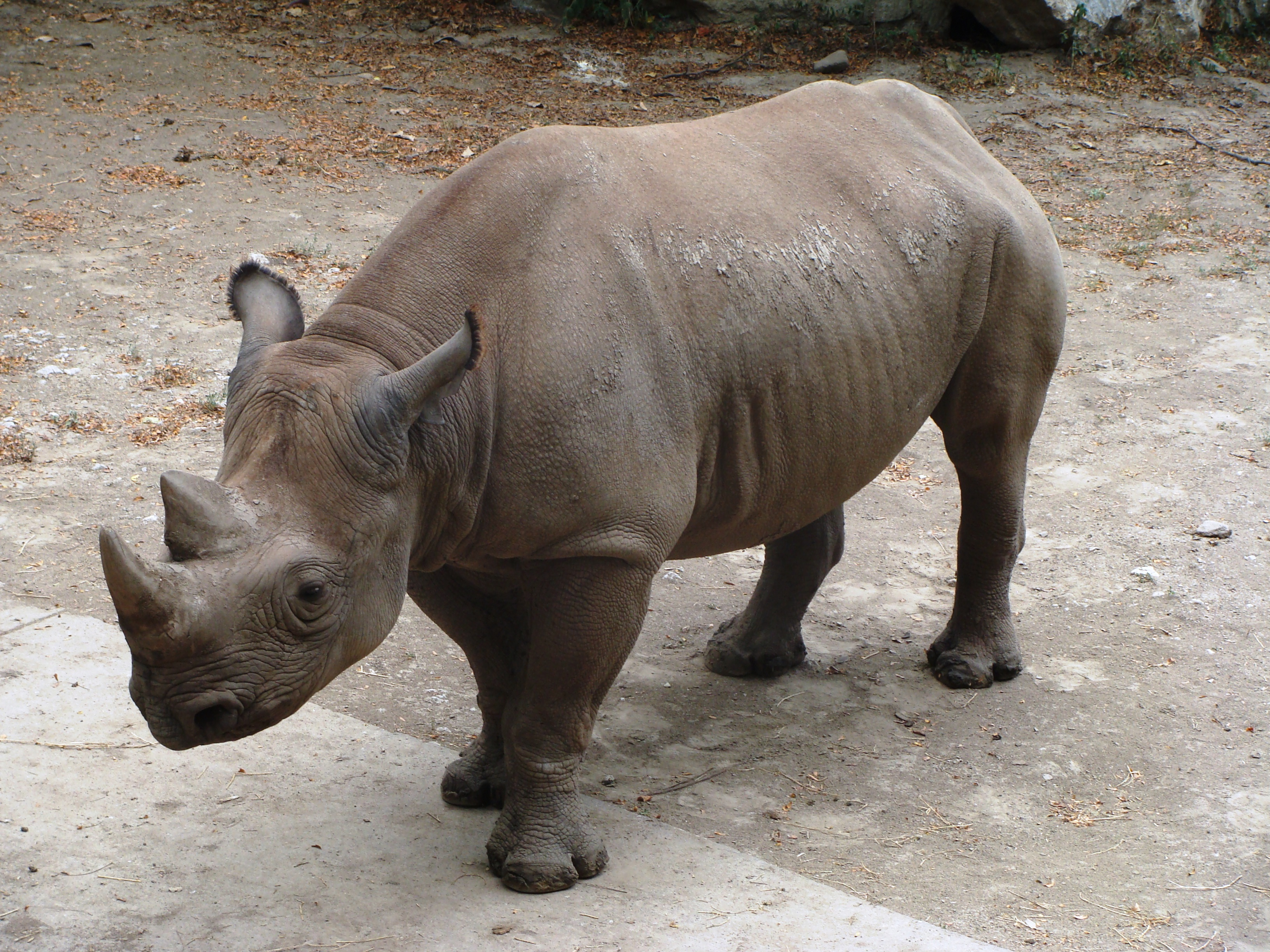
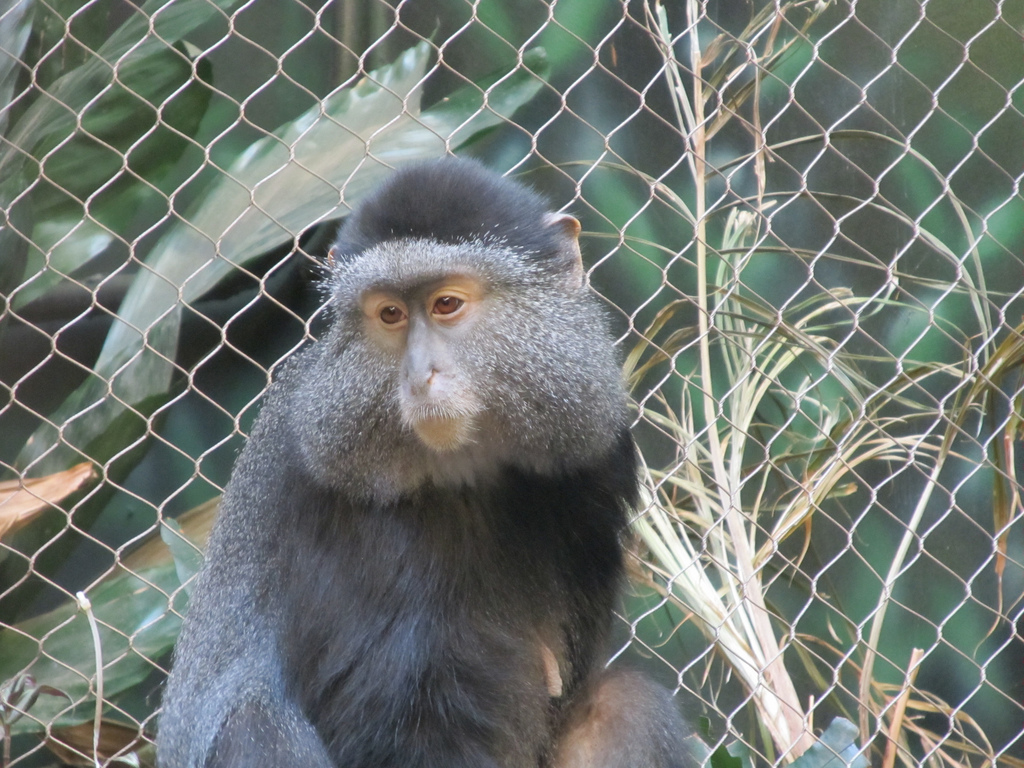
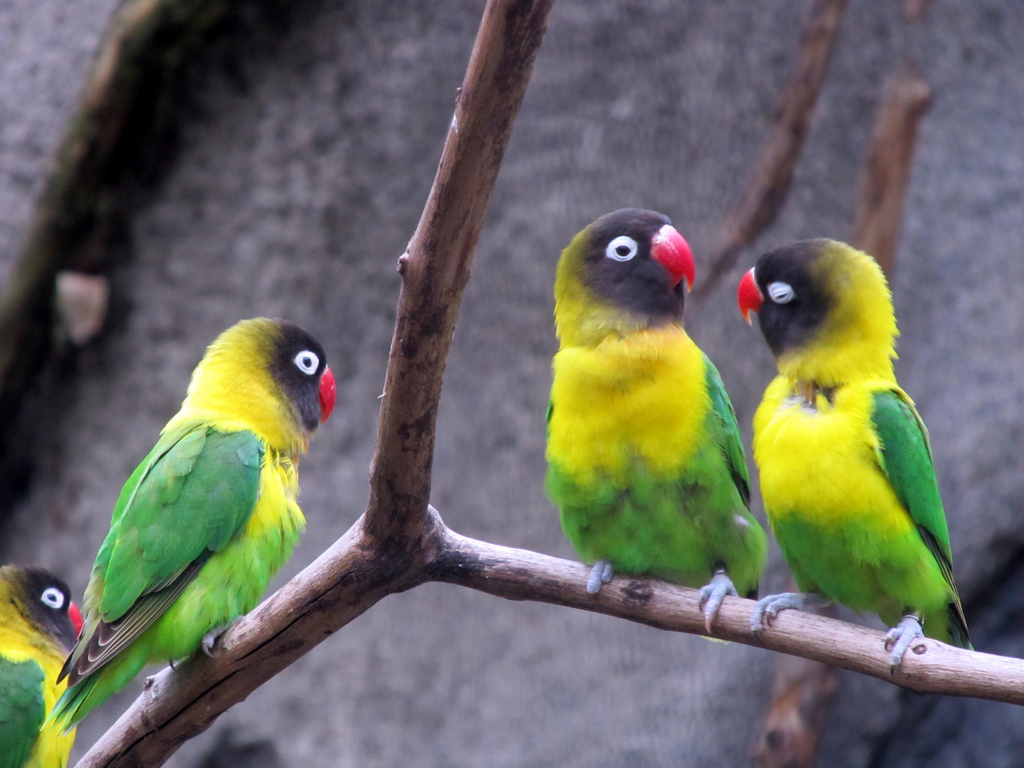
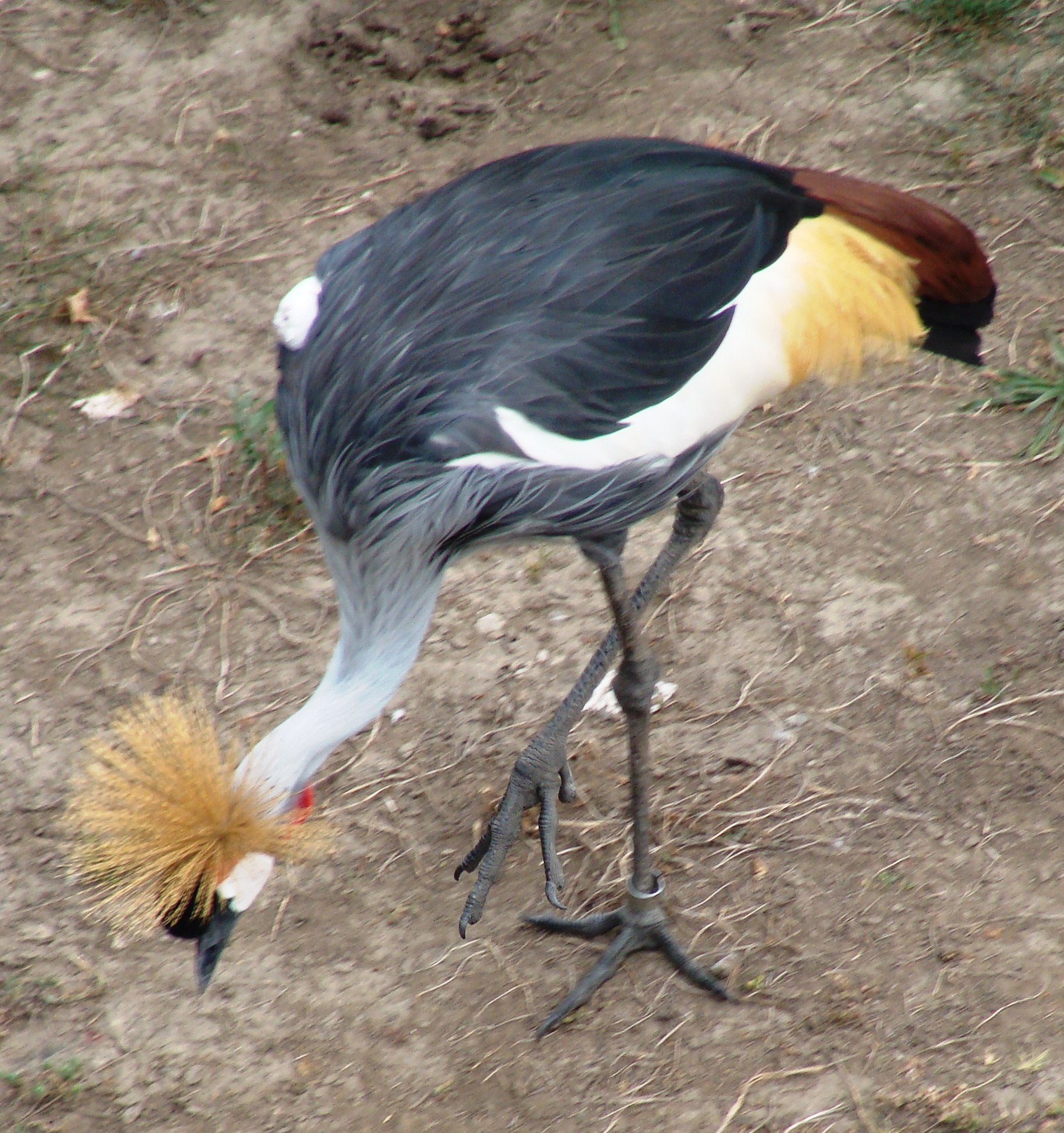
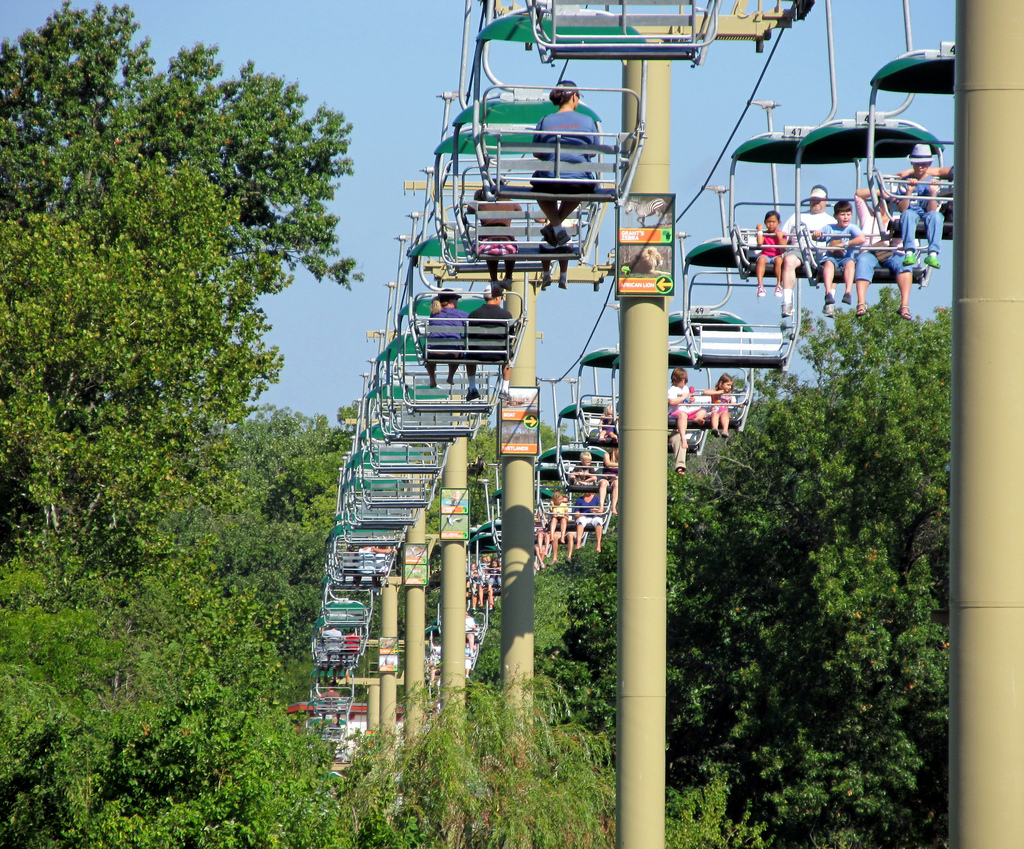
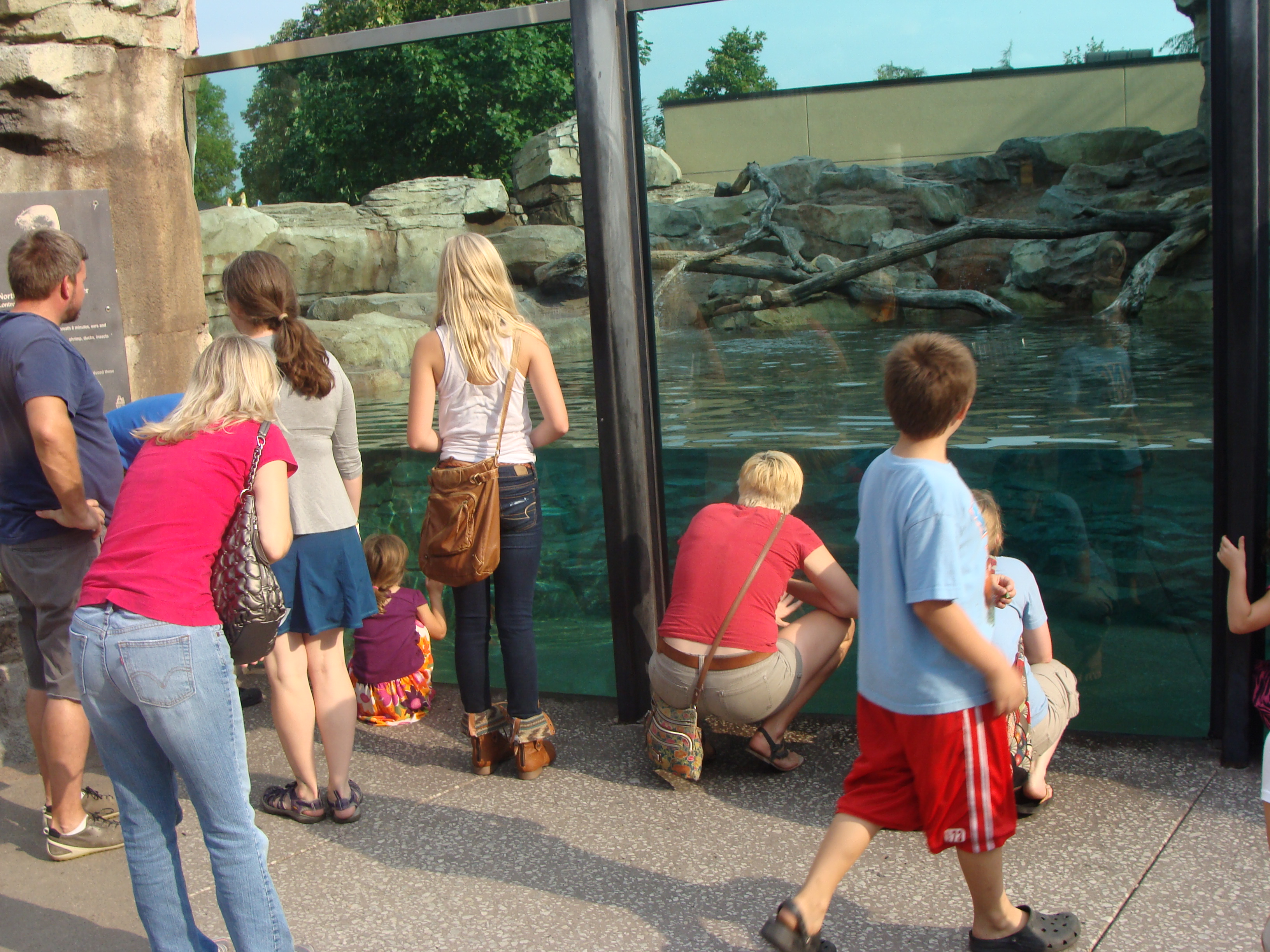
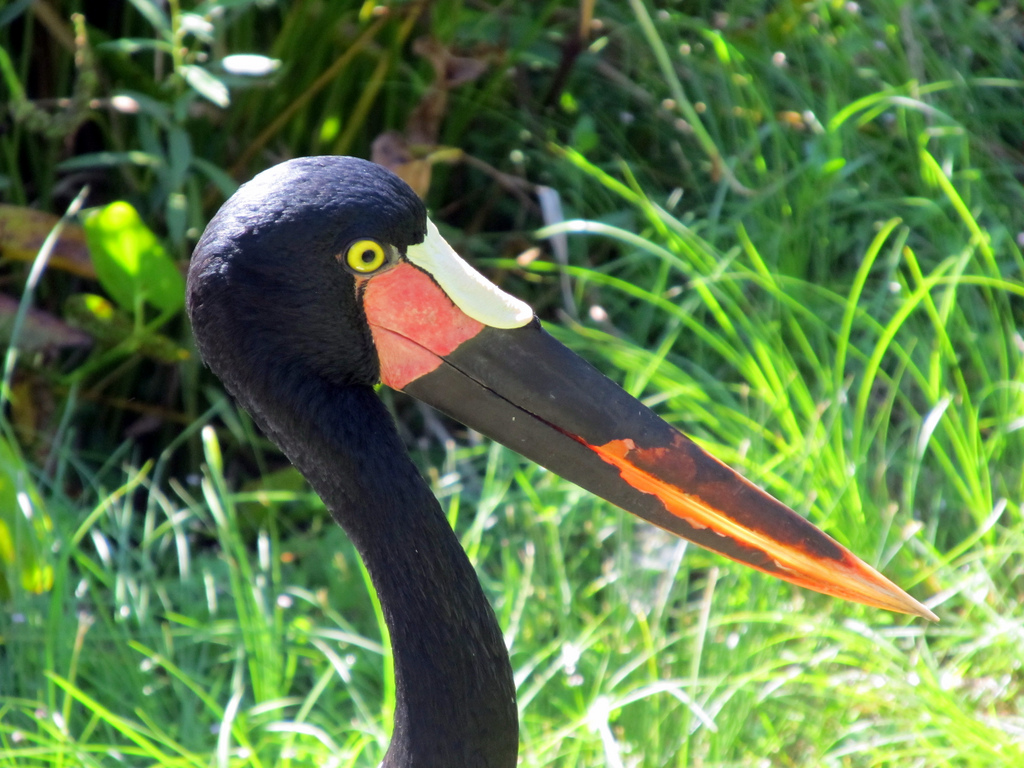